# Bobmeyerita
La bobmeyerita és un mineral de la classe dels silicats. Rep el nom en honor de Robert (Bob) Owen Meyer (1956-), qui va adquirir el seu primer exemplar de la mina de Mammoth-Saint Anthony (Arizona, Estats Units) el 1978 i, posteriorment, va passar milers d'hores estudiant exemplars del dipòsit.

## Característiques
La bobmeyerita és un ciclosilicat de fórmula química Pb₄(Al₃Cu)(Si₄O₁₂)(S0,5Si055O₄)(OH)₇Cl(H₂O)₃. Va ser aprovada com a espècie vàlida per l'Associació Mineralògica Internacional l'any 2012. Cristal·litza en el sistema ortoròmbic.
Els exemplars que van servir per a determinar l'espècie, el que es coneix com a material tipus, es troben conservats al departament de cièncie minerals del Museu d'Història Natural del Comtat de Los Angeles, a Califòrnia, amb els números de catàleg 63824, 63825 i 63826.

## Formació i jaciments
Va ser descoberta a la mina Mammoth-Saint Anthony, pertanyent al dipòsit de St. Anthony de la localitat de Tiger, al comtat de Pinal (Arizona, Estats Units). Es tracta de l'únic indret de tot el planeta on ha estat descrita aquesta espècie mineral.